# بييلا

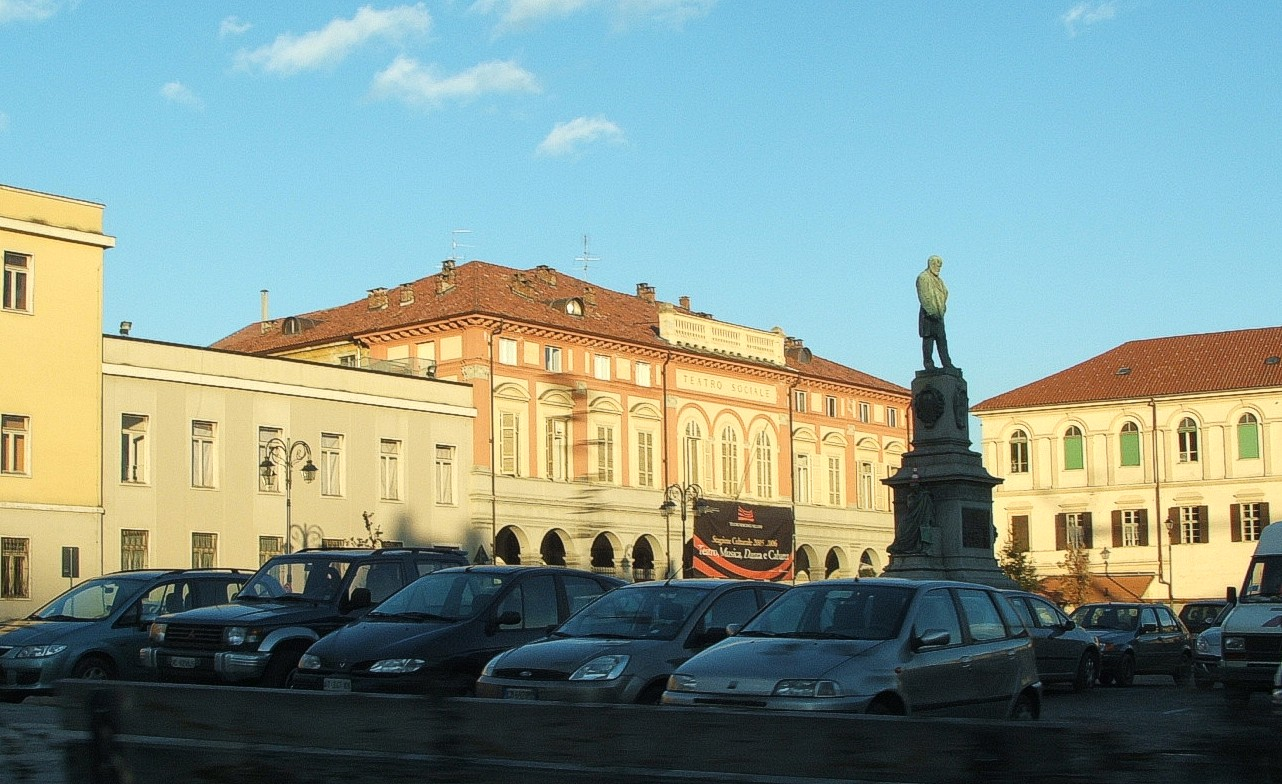
المسرح الاجتماعي

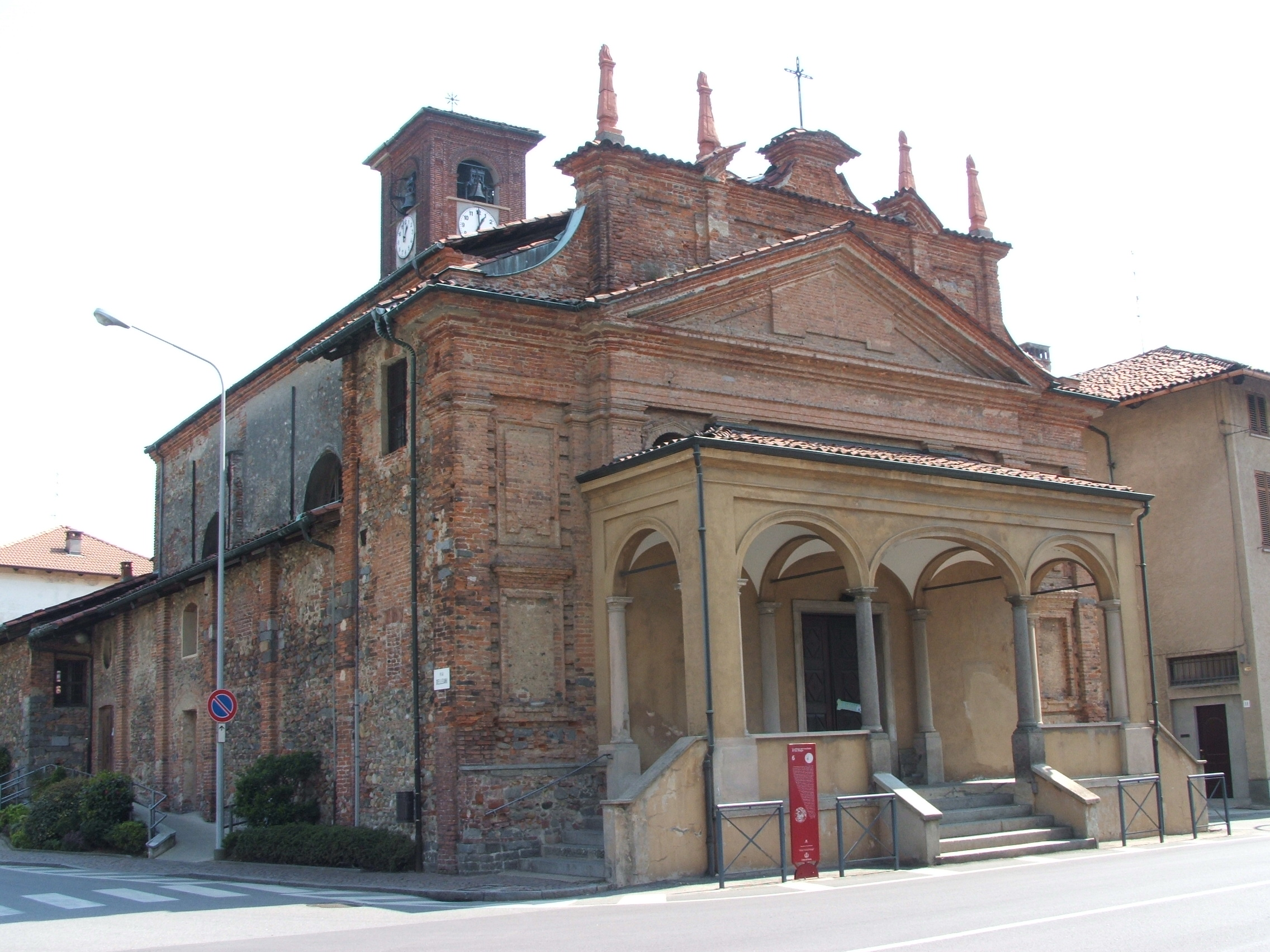
كنيسة سان بيادجو

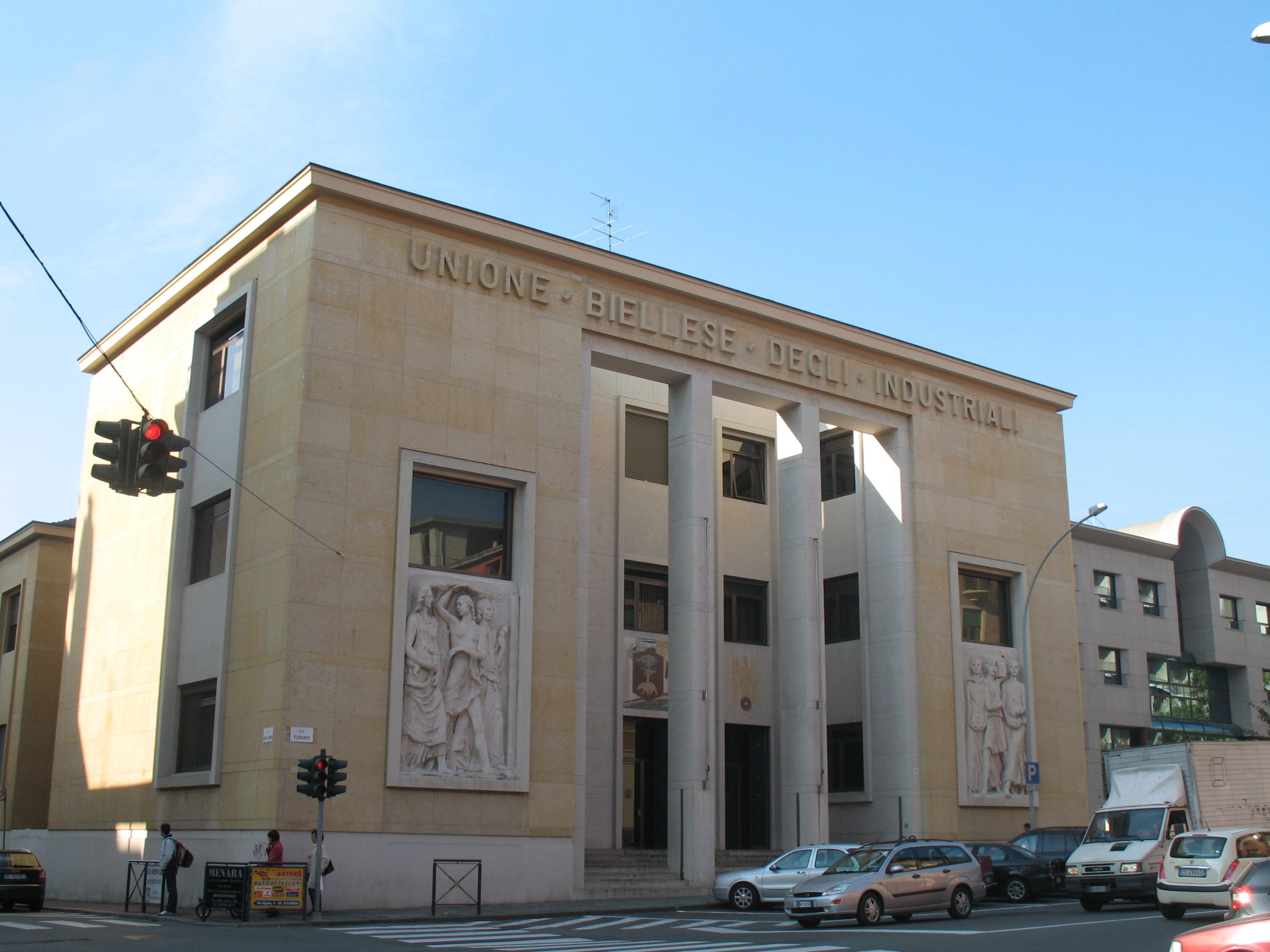
قصر الاتحاد الصناعي

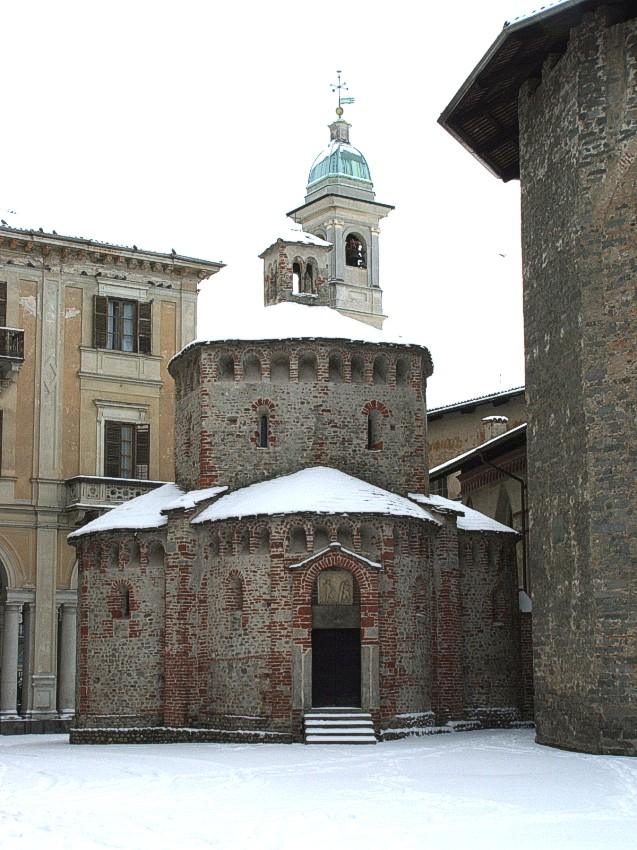
الباتيستيرو

بييلا (بالإيطالية: Biella)‏، مدينة شمال إيطاليا، عاصمة مقاطعة بييلا في إقليم بييمونتي، تبعد عن تورينو 50 ميل إلى الشمال الشرقي و 60 ميل عن ميلانو إلى الشمال الغربي، سكانها 46.358 نسمة.
و تقع على تلال الألب في سلسلة جبال بو، قرب جبل موكروني وكامينو، وهي منطقة غنية بالينابيع والبحيرات، ويروي قلب الألب البييلي أنهار جبلية عدة : نهر إلفو إلى الغرب من المدينة، نهر أوروبا ونهر تشيرفو إلى الشرق.
قريبة من الطبيعية خلابة، ومناطق الجذب السياحي البارزة، ويشمل ذلك زيغنا حيث التزلج على الجليد في منتجعات بييلمونتي وبورتشينا للخدمات الطبيعية ومورس في جنوب المدينة.
زوار متدينون نصارى يشقون طريقهم إلى مزار oropa. بييلا مركز مهم لإنتاج الصوف والنسيج وتجهيز.
يوجد مطار صغير في بالقرب من قرية تشيريوني التي تبعد 11 كم جنوبا.

## السكان
في سنة 1861 بلغ عدد السكان 13٬873 نسمة، وتطور العدد ليصل في سنة 2018 لـ 44٬013 نسمة.
يظهر هذا المخطط البياني تطور النمو السكاني لـ بييلا

في سنة 1861 بلغ عدد السكان 13٬873 نسمة، وتطور العدد ليصل في سنة 2018 لـ 44٬013 نسمة.
يظهر هذا المخطط البياني تطور النمو السكاني لـ بييلا

### الأصول
تُحُقِّق من خلال الاكتشافات الأثرية أن الليغوريين والسلتيين كانوا أول سكان المنطقة : عاشوا قُرب الينابيع والبحيرات، أولا كصيّادي أسماك وحيوانات، ورعاة فيما بعد.
انتشرت قبيلة فيكتيمولي الليغورية في سهل بييلا (Bessa) مستغلين عروق الذهب قرب إلفو، وهو النشاط الذي استمر حتى مطلع العصور الوسطى، وحتى اليوم ما زال التنقيب عن الذهب يعد هواية محلية.
عُثر في بورشينا ريزيرفي في أواخر خمسينات القرن العشرين على أدوات وقلائد تعود إلى العصر البرونزي - أو كما يرى البعض العصر الحديدي -، تدل على عراقة بييلا.

## السكان
في سنة 1861 بلغ عدد السكان 13٬873 نسمة، وتطور العدد ليصل في سنة 2018 لـ 44٬013 نسمة.
يظهر هذا المخطط البياني تطور النمو السكاني لـ بييلا

### العصور الوسطى
ظهرت المدينة لأول مرة باسم بوجيلا (Bugella) في وثيقة من عام 826 تسجل منج بوجيلا إلى الكونت بوزوني من قبل لويس التقي، ابن شارلمان رأس الإمبراطورية الرومانية المقدسة ؛ وثيقة أخرى من عام 882 تسجل هبات أراضي من شارل السمين لصالح كنيسة فرشيلي.
سكن المدينة في القرن العاشر الألامان واللومبارديون والفرنجة، الذين بنوا أول أسوار للدفاع ضد غزوات البرابرة. بقايا موجودة من هذه الفترة تشمل بيت معمودية رومانسكي لومباردي ماء التعميد والمتاخمة لكنيسة س ستيفانو، والتي حولها المدينة : وهي اليوم كاتدرائية، رغم هدم بناءالقرن الخامس الأصلي في عام 1872.
في 12 أبريل 1160 منح أغوتشوني أسقف فرشيلي على امتيازات تجارية مهمة لأي شخص يقيم على تلة بياتسو، كحافز لمكان للجوء عن حرب بين الغوليفي وغيبليني في فرشيلي : فولدت بورجو دل بياتسو، موقع الساحة الجميلة، ساحة تشيستيرنا، وقصر مطل عليه أعمدة أبوابه ذات تيجان حجرية وزخارف طينية.
تم تدمير قلعة الأسقف أغوتشوني بثورة في عام 1377 والتي أدت إلى إخضاع بييلا، مع بلدياتها المستقلة تحت حكم آل سافويا.

## السكان
في سنة 1861 بلغ عدد السكان 13٬873 نسمة، وتطور العدد ليصل في سنة 2018 لـ 44٬013 نسمة.
يظهر هذا المخطط البياني تطور النمو السكاني لـ بييلا

### العصر الحديثة
تنافست عائلتي سافويا وفيسكونتي في القرنين الرابع عشر والخامس عشر للسيطرة على منطقة بييلا. وشهد القرن السابع عشر منافس مماثلة بين القوات الفرنسية والأسبانية، واحتلت بييلا فعلا عام 1704 ؛ في 1706 أنقذ بييترو ميكا الجندي البييلي تورينو القريبة من حصار من شأنه أن يعني سقوط بييلا أيضا في القبضة الفرنسية، بيد أنه دفع حياته ثمنا لذلك.
في عام 1798 احتل الفرنسيون بييلا مرة أخرى، وبعد معركة مارينغو ضُمت بييلا رسمياً إلى فرنسا. وبعد مؤتمر فيينا عادت لآل سافويا.
حاصر النمساويون بييلا في عام 1859، ولكن غاريبالدي تمكن إنهاء الحصار، وأصبحت المدينة جزءا من مقاطعة نوفارا، ففقدت مركزها كعاصمة مناطقية منذ كانت كذلك في القرن السابع عشر من قبل كارلو إمانويلي الأول ؛ نُقلت إلى مقاطعة فرشيلي في عام 1927.
كانت بييلا في الحرب العالمية الثانية مسرحا للمقاومة المسلحة.
و في عام 1992، تم تشكيل مقاطعة بييلا الجديدة بفصل أراضي القطاع الشمالي الغربي لمقاطعة فرشيلي.
1. ↑  "Superficie di Comuni Province e Regioni italiane al 9 ottobre 2011" (بالإيطالية). Istituto nazionale di statistica. Retrieved 2019-03-16.
2. ↑   https://demo.istat.it/?l=it. {{استشهاد ويب}}: |url= بحاجة لعنوان (مساعدة) والوسيط |title= غير موجود أو فارغ (من ويكي بيانات) (مساعدة)
3. ↑  GeoNames (بالإنجليزية), 2005, QID:Q830106
4. 1 2 3 4   http://www.comune.biella.it/web/vivere-biella/elenco-siti-collegati-biella. {{استشهاد ويب}}: |url= بحاجة لعنوان (مساعدة) والوسيط |title= غير موجود أو فارغ (من ويكي بيانات) (مساعدة)
5. 1 2 3 4  بيانات من موقع ISTAT - Istituto nazionale di statistica (ISTAT);  اطلع عليه بتاريخ 06-05-2019. نسخة محفوظة 28 يوليو 2019 على موقع واي باك مشين.